# Anthrenus olgae
Anthrenus olgae är en skalbaggsart som beskrevs av Kalik 1946. Anthrenus olgae ingår i släktet Anthrenus, och familjen ängrar. Arten är reproducerande i Sverige.